# Un messaggio dell'imperatore
Un messaggio dell'imperatore è un racconto di Franz Kafka pubblicato per la prima volta nel 1918, all'interno dell'antologia Un medico di campagna.

## Trama
(Franz Kafka, Un messaggio dell'imperatore, Milano, Garzanti, pag.129)
Il piccolo racconto narra la storia di un misterioso imperatore, di cui non si conosce il nome, che in punto di morte affida a un messaggero un messaggio da consegnare ad un suddito, definito miserabile, sconosciuto. Il messaggero, però, nonostante la sua forza e instancabilità, non arriverà mai a destinazione, perdendosi definitivamente nei meandri del maestoso palazzo imperiale.

## Analisi del racconto
Le tematiche affrontate in questo racconto sono alcune delle più care allo scrittore praghese: il potere, l'attesa, l'inutilità dello sforzo, l'alienazione.
Il tema dell'attesa, in particolare, è centrale: in un luogo qualsiasi del mondo, un personaggio sconosciuto attende alla finestra l'arrivo di un messaggio, il cui contenuto non sarà mai rivelato al lettore.
Il messaggio dell'imperatore in punto di morte, è stato affidato verbalmente all’orecchio a un messaggero che non riuscirà mai a far recapitare il messaggio perché non troverà mai l'uscita del palazzo.
Si crea immediatamente un rapporto imperatore-suddito (il messaggero): il primo è simbolo di un potere irraggiungibile, misterioso, quasi divino, mentre il secondo è un semplice inserviente.
Quest'ultimo non riuscirà mai a uscire dal palazzo e molto probabilmente vi morirà dentro: cortili, scalinate, corridoi e stanze che separano il suddito dal mondo esterno, sono il simbolo dell'incomunicabilità umana, esempio di barriere che l'uomo non potrà mai superare. 
Il suo sforzo sarà sempre inutile come nel mito di Sisifo.
Il senso di soffocamento, ansia e alienazione viene reso da Kafka con grande efficacia, grazie a un climax ascendente che viene spezzato dalla chiusura onirica e quasi fiabesca.

## Edizioni italiane
- Il messaggio dell'imperatore, traduzione di Anita Rho, Torino, Frassinelli, 1946. - Collana Numeri Rossi, Frassinelli, 1968; Collana Piccola Biblioteca n.113, Milano, Adelphi, 1981.